# Paul Louis Anne Toulorge
Pour les articles homonymes, voir Toulorge.
Paul Louis Anne Toulorge, né le 12 janvier 1862 à Alger, décédé à Nice le 8 décembre 1959, a été général de l’armée française.

## Biographie

### Jeunesse et études
Paul Toulorge effectue ses études secondaires au lycée Thiers de Marseille. De 1880 à 1882, il étudie à l'École spéciale militaire de Saint-Cyr (65e promotion des Kroumirs),

### Parcours professionnel
Président de la Société des Lettres, Sciences et Arts de Nice, grand-croix de la Légion d’honneur, croix de guerre 1914-1918, et grand-croix de l’Étoile de Roumanie. Il a commandé la 5e brigade d'infanterie lors de la Première bataille de la Marne puis le 5e corps d'armée (France) en 1919 . Il a épousé Fanny Pons.
Il est nommé Chevalier de la Légion d'honneur le 27/03/1903, Officier le 28/10/1915, Commandeur le 21/12/1918, Grand-officier le 29/10/1923 et Grand'croix le 14/05/1958. 

## Pour approfondir